# Цед, Николай Григорьевич
Николай Григорьевич Цед (род. 6 октября 1959, Озёры, Бобруйский район, Могилёвская область, Белорусская ССР, СССР) — российский политический деятель, депутат Государственной думы VIII созыва с 2021 года (от «Единой России»), член комитета по финансовому рынку. 

## Биография
Николай Цед родился в 1959 году в деревне Озёры Бобруйского района Могилёвской области (Белорусская ССР). В 1981 году окончил Военный институт физической культуры в Ленинграде, некоторое время работал в этом институте, потом в Государственном институте физической культуры имени П. Ф. Лесгафта. В 1994—1997 годах был тренером сборной Санкт-Петербурга по рукопашному бою. В 2004 году окончил Северо-Западную академию государственной службы.
Позже Цед переехал в Москву, где занимал должность генерального директора АО «Росспиртпром». В 2010—2012 годах был заместителем губернатора Костромской области, в 2013—2021 — главой администрации Приморского района Санкт-Петербурга. В 2021 году был избран депутатом Государственной думы VIII созыва по Северо-Западному одномандатному избирательному округу № 215 (Санкт-Петербург) с результатом 33,34 %. Стал членом фракции «Единой России». Из-за вторжения России на Украину находится под санкциями Евросоюза, США, Великобритании и ряда других стран
Цед — кандидат педагогических наук, полковник в отставке, мастер спорта, обладатель третьего дана по хапкидо и чойквандо, президент региональной общественной организации «Санкт-Петербургская федерация хапкидо». Автор книг «Постоять за себя» (1991), «Дух самурая — дух Японии» (2000), «Дедушкина истина» (2004).